# مصدومیت
1. مصدومیت ورزشی

- - مصدومیت ورزشی** (به انگلیسی: *Sports Injury*) به هرگونه آسیب جسمی گفته می‌شود که در نتیجهٔ فعالیت‌های ورزشی یا تمرینات بدنی رخ می‌دهد. این نوع آسیب‌ها ممکن است حین انجام فعالیت، در اثر برخورد، فشار بیش‌ازحد، یا تکنیک نادرست اتفاق بیفتند و بسته به نوع و شدت، به مراقبت پزشکی یا فیزیوتراپی نیاز داشته باشند.

1. 1. انواع مصدومیت‌ها

مصدومیت‌های ورزشی به‌طور کلی به دو دستهٔ اصلی تقسیم می‌شوند:
1. 1.     1. مصدومیت‌های حاد

این نوع آسیب‌ها ناگهانی و اغلب شدید هستند، مانند:
- پیچ‌خوردگی مچ پا
- شکستگی استخوان
- دررفتگی مفصل
- کشیدگی شدید عضلات

1. 1.     1. مصدومیت‌های مزمن

آسیب‌هایی هستند که در طول زمان و به‌دلیل استفادهٔ بیش از حد از یک ناحیه خاص ایجاد می‌شوند، مانند:
- التهاب تاندون (تاندینیت)
- سندرم درد کشککی-رانی
- شکستگی‌های استرسی

1. 1. نواحی شایع آسیب

برخی از نواحی بدن بیشتر در معرض مصدومیت‌های ورزشی قرار دارند:
- **زانو:** آسیب‌هایی مانند پارگی رباط صلیبی (ACL)، مینیسک، و التهاب کشکک
- **مچ پا و پا:** پیچ‌خوردگی‌ها و التهاب تاندون آشیل
- **شانه:** دررفتگی، التهاب روتاتور کاف
- **کمر:** گرفتگی عضلات یا فتق دیسک

1. 1. علل رایج

- گرم نکردن مناسب پیش از ورزش
- تکنیک نادرست در تمرین یا مسابقه
- ضعف عضلانی یا انعطاف‌پذیری پایین
- استفاده بیش‌ازحد یا تمرین بیش از توان بدنی

1. 1. پیشگیری

- گرم کردن و کشش عضلات پیش از ورزش
- استفاده از تجهیزات محافظتی مناسب
- برنامه‌ریزی تمرینات با رعایت تنوع و زمان‌بندی
- داشتن تغذیه مناسب و خواب کافی

1. 1. درمان و بازتوانی

درمان اولیه بسیاری از آسیب‌های ورزشی بر پایه اصول **R.I.C.E** است:
- **Rest (استراحت)**
- **Ice (یخ‌گذاری)**
- **Compression (فشار موضعی)**
- **Elevation (بالا نگه‌داشتن عضو آسیب‌دیده)**

در موارد شدیدتر، فیزیوتراپی، دارو یا جراحی نیاز است. بازگشت به ورزش باید تدریجی و زیر نظر متخصص انجام شود.

## دسته‌بندی‌ها
- ورزش و تندرستی
- آسیب‌شناسی
- تمرین ورزشی
- پزشکی ورزشی

1. ↑  "Sports Injuries" (به انگلیسی). خدمات بهداشت ملی بریتانیا (NHS). Retrieved 11 April 2025.
2. ↑  Brukner، Peter (۲۰۱۷). Brukner & Khan's Clinical Sports Medicine. McGraw-Hill. شابک ۹۷۸-۰۰۷۰۹۹۸۱۳۱.